# Dirk-Michael Conradt
Dirk-Michael Conradt (* 1951) ist ein deutscher Motorjournalist.
Conradt war in den 1970er Jahren bei der Motor Presse Stuttgart für auto, motor und sport tätig, ehe er 1982 zum Chefredakteur von sport auto wurde. Von 1984 bis 1993 war Conradt der erste Chefredakteur der Zeitschrift Motor Klassik.
Bis Ende 2013 leitete Conradt die Stiftung Automuseum des Volkswagen-Konzerns.

## Publikationen
- Porsche 356. Stuttgart 1989 (Neuauflagen 2000 und 2008).
- Autos, die Geschichte machten – Alfa Romeo. Stuttgart 1989.
- Autos, die Geschichte machten – Ferrari. Stuttgart 1991.
- Autos, die Geschichte machten – Porsche 911 turbo. Stuttgart 1991.
- Porsche Turbo – die Ära der Turbo-Elfer. Stuttgart 2016.
- Audi A2 – Meilenstein und Kultobjekt. Bielefeld 2018.